# 김보한
김보한(金普漢, 1960년 7월 1일~2021년 6월 21일)은 대한민국의 역사학자, 대학 교수이다. 주요 전공 분야는 고려말 왜구이다.

## 약력
- 1986년 2월 단국대학교 사학과 졸업
- 1989년 8월 단국대학교 대학원 문학석사
- 1999년 2월 단국대학교 대학원 문학박사
- 1995년 3월 단국대학교 역사학과 강사
- 1996년 5월 교토대학교 문학부 연구원
- 2001년 1월 단국대학교 동양학연구소 연구원
- 2004년 3월 고려대학교 동아시아문화교류연구소 연구교수
- 2008년 3월 단국대학교 인재개발연구원 조교수
- 2012년 3월 단국대학교 교양기초교육원 부교수
- 2019년 9월 단국대학교 자유교양대학 교수

## 주요 저서
단행본
- 동북아역사재단, 《역사속의 한일관계》, 2009.
- 손승철 외, 《동아시아사》(고등학교), 교학사, 2014.
- 《중세의 왜구와 한일관계》 경인문화사, 2022(유고집) - 사망 후 동료 연구자들이 그의 논문들을 엮어 단행본으로 출간하였다.